# Ivan Kos (likovnik)
Ivan Kos, slovenski slikar in grafik, * 24. maj 1895, Gornja Radgona, † 19. januar 1981, Maribor.

## Življenjepis
Kos je ljudsko šolo je obiskoval na Vranskem, pri Sv. Jurju ob Ščavnici in v Marenbergu, gimnazijo pa od leta 1906 do 1915 v Mariboru, kjer je maturiral in bil nato vojak do 1918, ko je vstopil na dunajsko slikarsko akademijo. Študij je ob razpadu Avstro-Ogrske prekinil ter 1919 vstopil na praško akademijo kjer je nato študiral od leta 1919 do 1924. Dve leti je študiral pri V. Bukovcu, nato do 1924 v specialki prof. Thieleja. Leta 1922 je potoval v Draždane, 1925 v Italijo. Nato se je naselil v Mariboru, kjer je na gimnaziji in osnovni šoli poučeval risanje, in bil tesno povezan z likovnim življenjem.
Bil je brat diplomata Franca Kosa.

## Delo
Kos je slikal v olju in akvarelu ter se udejstvoval tudi v grafiki; njegovo delo obsega kompozicije, portrete, tihožitja in krajine, kot grafik je delal lesoreze in linoreze. Razstavljal je večkrat v Mariboru (1920 “Klub Grohar”, 1922, 1924 kolektivno), v Ljubljani 1926, v Pragi 1921 in 1926 ter istega leta v Plznu. Izdelal je načrte za plakate, ovitek za Škerljeve Stopnice v stolp, diplome in razno uporabljeno grafiko. Zgodnja trideseta leta 20. stoletja zaznamuje občutena in osebno doživeta socialna tematika (cikel risb Berači, 1932 - 1934). V povojnem času se je Kos ustalil v lirično obarvanem realizmu.

## Nekatera najbolj znana dela
- Ulica, grafika (1926)
- Navzgor, grafika (1926)
- Avtoportret, olje (1926)
- Deklica z oranžo, olje (1927)
- Berači, cikel risb (1932 - 1934)